# 이재환 (야구인)
이재환(李在奐, 1941년 2월 10일~2022년 9월 15일)은 전 KBO 리그 롯데 자이언츠의 2군감독으로서, 1982년 MBC 청룡 코치로 프로생활을 시작했으며 다음 해인 1983년 삼미 슈퍼스타즈 코치로 자리를 옮겼으며 당시 김진영 감독이 시즌 도중  불미스러운 일에 휘말려 삼미 감독직에서 중도에 퇴진하여 한동안 감독대행으로 팀을 이끌다가 시즌 뒤 김진영 감독이 복귀하면서  삼미 프로야구팀에서 떠났다.
그 뒤, 1984년 6월 수석코치로 삼미에 복귀했으며 팀이 청보 핀토스로 바뀐 1985년까지 재적했고 같은 해 말 허구연 감독이 부임하자 1986년 고향 팀 빙그레 이글스 코치로 자리를 옮겼으며 강병철 코치가 1991년 고향 팀 롯데 자이언츠 감독으로 돌아오자 같은 시기  이적했고 강병철 감독이 1993년 말 계약 종료와 함께 한화 이글스 감독으로 이적하면서 물러나 한동안 현장을 떠났다.
이후, 2002년 시즌 도중 백인천 감독이 롯데 감독으로 부임하면서 2군감독을 맡아 현장에 돌아왔지만 백인천 감독이 성적 부진 때문에 다음 해 시즌 도중 물러나 보직을 박탈당했다.

## 출신 학교
- 대전신흥초등학교
- 한밭중학교
- 경동고등학교
- 연세대학교